# 드와이트 슐츠
드와이트 슐츠(Dwight Schultz, 1947년 11월 24일 ~ )는 미국의 배우이자 성우이다.

## 출연 작품
- 배트맨 - 언더 더 레드 후드 (2010)
- A-특공대 (2010)
- 벤 10 : 옴니트릭스의 위기 (2008)
- 아프로 사무라이 (2007)
- 벤 10 (2005)
- 카에나 (2003)
- 애니매트릭스 (2003)
- 뱀파이어 헌터 D (2000)
- 쇼킹 패밀리 (1999)
- 잃어버린 세계 (1998)
- 달의 첫 인간 (1997)
- 알렉산더 전기 - 시리즈 (1997)
- 모노노케 히메 (1997)
- 스타 트랙 8 - 퍼스트 콘택트 (1996)
- 닥터슬론 (1993)
- 매혹의 여비서 (1993)
- 우먼 위드 어 패스트 (1992)
- 라스트 위쉬 (1992)
- 롱 워크 홈 (1990)
- 멸망의 창조 (1989)
- 스타 트렉 - 넥스트 제너레이션 TV 시리즈 (1987)
- A 특공대 - TV시리즈 (1983)
- 어둠 속에 홀로 (1982)
- 광란자 (1981)